# Simulium souzalopesi
Simulium souzalopesi är en tvåvingeart som beskrevs av Coscaron 1981. Simulium souzalopesi ingår i släktet Simulium och familjen knott. Inga underarter finns listade i Catalogue of Life.